# Parafia św. Barbary w Chrostkowie
Parafia pw. Świętej Barbary w Chrostkowie – parafia należąca do dekanatu dobrzyńskiego nad Drwęcą, diecezji płockiej, metropolii warszawskiej.
Została erygowana w XIV wieku.